# Pohlia cardotii
Pohlia cardotii är en bladmossart som beskrevs av Brotherus 1903. Pohlia cardotii ingår i släktet nickmossor, och familjen Bryaceae. Inga underarter finns listade i Catalogue of Life.